# Mazabe
Mazabe (ou Mazzabé) est un village du Cameroun situé dans la région de l’Est, le département du Haut-Nyong et l'arrondissement (commune) d'Abong-Mbang.

## Population
En 1966-1967, Mazabe comptait 227 habitants, principalement des Maka Bebend, un sous-groupe des Maka. Lors du recensement de 2005, on y dénombrait 398 habitants.